# ポール・ホーナー
ポール・ホーナー (Paul Horner、1978年11月5日 - 2017年9月18日) は、アメリカ合衆国の偽（フェイク）ニュースサイト運営者、ライター。
2016年アメリカ合衆国大統領選挙でドナルド・トランプが勝利した際、「トランプをホワイトハウスに入れた男」などと報じられメディアの注目を浴びた。

## 「ナショナル・レポート」の主執筆者
フェイクニュースサイト「ナショナル・レポート」の立ち上げ以来、ホーナーは同サイトの主執筆者であった。ホーナーが書いたフェイクニュースの中でもっとも広まったのは、アーティストのバンクシーが逮捕されその正体はポール・ホーナーという人物であるという記事で、2013年に投稿され2014年に大きく広まった。

## 独立と「 ニュース・エグザミナー」立ち上げ
ホーナーは2014年にナショナル・レポートを離れ、2015年年頭に「ニュース・エグザミナー (News Examiner)」というサイトをはじめた他、cnn.com.de、cbsnews.com.co、 nbc.com.co などフェイクニュースを投稿するサイトを多数立ち上げた。 ABCニュースをまねた偽ニュースサイトABCnews.com.coもこのとき立ち上げたものである。2015年にはYelpがサウスパークを訴えるという偽記事を書き広く読まれ、「ポール・ホーナー」なる人物が世界で初めて頭部移植手術を受けたという記事も同じぐらい拡散した。
2015年までの間、ホーナーはルイジアナ州デクインシーに関するフェイクニュースを多数投稿している。これは例えばゲイのゾンビが町を襲っている、一夫多妻制が法制化された、腰を激しく振る挑発的なダンスやドレスの色について論争すること（The dress参照。）、そして韓国人が町へ出入りすることが禁止された、といったものであった。ホーナーは地元メディアに応えて、もともとは「友達のブランドン・アダムスが、この町は人口4000人で、住んでる奴らがやることといえばオールド・ミルウォーキーズ・ベスト（安物ビール）を飲んで嫁さんをひっぱたくだけ、っていうから」この町をターゲットに選んだのだという。そして最初の記事を書いたあと「殺す」「去勢する」などの脅しを受けたのでそのままフェイクニュースのターゲットにし続けた 。
デ・クインシーについての記事でホーナーのお気に入りは、食堂に入った強盗を映画『パルプ・フィクション』のマネで撃退した男の話だという。この記事はミラマックス社のサイトでも取り上げられた。

## 2016年アメリカ大統領選挙
ホーナーの記事は2016年アメリカ合衆国大統領選挙にも「多大な影響」を与えた。CBSニュースによれば、ホーナーのサイトはGoogleのニュース検索結果で常に上位に表示され、Facebookでも広くシェアされ、トランプ陣営の選対本部長コーリー・ルワンドウスキやエリック・トランプ、ABCニュース、FOXニュースといった第三者が真に受けてシェアしたという。
ホーナーは後にこの時期の記事について「僕の書いたニセ記事をシェアしていればトランプ支持者がアホに見えるだろう」というつもりで書いたと述べている。
2016年11月に受けたワシントン・ポストのインタビューでは、大統領選で自分が書いたフェイク・ニュースが果たした役割について残念に思うと語り、作り話（フェイクニュース）を本当のニュースとして受け止めてしまう、疑うことを知らない人々がこれ程いるということに驚いていると述べた。
2017年9月18日にアリゾナ州ラビーンにある自宅のベッドで死亡しているのが発見された。38歳没。